# Michał Panaretos
Michał Panaretos (gr.: Μιχαήλ Πανάρετος, Michaēl Panaretos; ur. 1320, zm. 1390) – historyk bizantyński, autor kroniki cesarzy Trapezuntu – Wielcy Komneni cesarze Trapezuntu.

## Życiorys
W latach 1351–1379 odgrywał ważną rolę na dworze cesarza Trapezunckiego. Był m.in. uczestnikiem misji dyplomatycznych i wypraw wojennych cesarza Aleksy III Komnena. Jest autorem kroniki cesarzy Trapezuntu – Wielcy Komneni cesarze Trapezuntu. Omówiono w niej lata 1204–1426. Dalszy ciąg kroniki od około 1390 roku został dopisany w latach 1429–1437. Jego kronika bezpośrednie źródło do dziejów Trapezuntu była prawie nieznana, do czasu jej odkrycia przez Jakoba Philippa Fallmerayera w papierach kardynała Bessariona w XIX wieku. Kronika zawiera także wiele cennych materiałów o wczesnej historii Imperium Osmańskiego, przedstawionych z bizantyńskiego punktu widzenia.